# Grewia optiva
Grewia optiva är en malvaväxtart som beskrevs av James Ramsay Drummond och Karl Ewald Maximilian Burret. Grewia optiva ingår i släktet Grewia och familjen malvaväxter. Inga underarter finns listade i Catalogue of Life.